# 普通鹰鹃
普通鹰鹃（学名：Hierococcyx varius），是鹃形目杜鹃科的一种鸟类。

## 特征
普通鹰鹃体重约103克，翼长约191毫米，嘴峰长约26.1毫米，喙宽度约7.7毫米，喙厚度约7.6毫米，跗蹠长约23.5毫米，尾长约161.4毫米。普通鹰鹃在其分布区内为留鸟，其栖息在半开放的中等高度的林地中，食性为肉食性，主要食物来源是陆生无脊椎动物。

## 亚种
- ：分布于印度至尼泊尔、孟加拉国和缅甸。
- ：分布于斯里兰卡。[4]